# 앤 콘웨이
콘웨이 자작 부인 앤 콘웨이(영어: Anne Conway, Viscountess Conway, 혼전 성씨: 핀치(Finch), 1631년 12월 14일 ~ 1679년 2월 23일)는 잉글랜드의 철학자이다. 고트프리트 라이프니츠에 영향을 준 케임브리지 플라톤 학파 출신 철학자로 유명하다. 앤 콘웨이의 사상은 합리론 철학 중에서도 아주 독창적이라는 평가를 받고 있으며 일각에서는 17세기 철학이 갖고 있는 동심적인 우려와 경향이 결합되어 있다고 평가하기도 한다.

## 생애
앤 핀치는 1631년에 헤니지 핀치(Heneage Finch)와 그의 2번째 부인인 엘리자베스 크래독(Elizabeth Cradock) 사이의 막내 딸로 태어났다. 앤 핀치의 아버지인 헤니지 핀치는 찰스 1세 시대에 런던 법원 판사, 잉글랜드 하원 의장을 역임했지만 앤 핀치가 태어나기 1주일 전에 사망했다. 앤 핀치는 어린 시절에 가정교사로부터 교육을 받았는데 처음에는 라틴어 교육만 받았지만 나중에 그리스어·히브리어 교육도 받게 된다.
앤 핀치의 이복형이자 오스만 제국 주재 잉글랜드 대사를 역임했던 외교관인 존 핀치(John Finch)는 앤 핀치의 철학·신학에 대한 관심을 높였고 케임브리지 대학교 크라이스츠 칼리지에서 앤 핀치에게 자신의 스승 가운데 하나였던 헨리 모어(Henry More)를 소개하게 된다. 앤 핀치와 헨리 모어와의 인연은 르네 데카르트의 철학을 주제로 한 평생 동안의 서신, 친밀한 우정으로 이어졌는데 앤 핀치는 이러한 과정을 통해 헨리 모어의 비공식적인 제자를 넘어 헨리 모어와 지적한 지성을 갖춘 인간으로 성장하게 된다. 리처드 워드가 1710년에 집필한 저서인 《헨리 모어의 인생》(The Life of Henry More)에 따르면 "헨리 모어와 콘웨이 부인보다 더 나은 자연적인 부분을 가진 인간, 남자와 여자와의 만남은 드물다. 자연스럽고 신적인 것뿐만 아니라 사물에 대한 지식에서도 세상의 모든 성을 단 한 번도 능가하지 않았다."고 한다. 콘웨이는 당시 가족이 소유했던 켄징턴궁으로 알려진 관저에서 성장했다.
앤 핀치는 1651년에 훗날 제1대 콘웨이 백작(1st Earl of Conway)을 역임한 귀족인 에드워드 콘웨이(Edward Conway)와 결혼하면서 자신의 성을 남편의 성으로 바꿨는데 헨리 모어는 앤 핀치에게 자신의 저서인 《무신론에 맞서는 해독제》(Antidote against Atheism)를 결혼 기념 선물로 주었다. 1658년에는 자신의 유일한 아들인 헤니지 에드워드 콘웨이(Heneage Edward Conway)를 낳았지만 불과 2년 후에 천연두로 사망하고 만다. 앤 콘웨이의 남편도 철학에 관심을 가지고 있었고 헨리 모어의 가르침을 받았지만 앤 콘웨이는 자신의 생각의 깊이와 관심의 다양성에서 남편을 훨씬 능가했다.
앤 콘웨이는 한때 랍비이자 유대교 신비주의자였던 이사크 루리아에 관심을 가졌지만 1677년에 퀘이커로 개종하게 된다. 하지만 당시의 잉글랜드 사회에서는 퀘이커를 증오, 두려움의 대상으로 여겨졌기 때문에 박해, 투옥을 받고 있었다. 콘웨이는 자신의 집을 퀘이커 활동의 중심지로 만드는 과정을 통해 퀘이커를 널리 확산시키면서 대담하고 용감한 활동이라는 평가를 받았다.
앤 콘웨이는 12세부터 열병을 앓았고 극심한 편두통이 재발하는 경우가 많았다. 이는 앤 콘웨이가 종종 고통으로 인해 무력화 되는 경우가 많다는 것을 의미했는데 앤 콘웨이는 자신의 경정맥이 열리도록 하는 것조차 한 순간에 의사의 감독하에 치료법을 찾는데 많은 시간을 보냈다. 앤 콘웨이는 토머스 윌리스 의사로부터 의료 상담을 받았다. 앤 콘웨이는 당대의 많은 위대한 의사들로부터 치료를 받았지만 특정한 치료법들 가운데 어떠한 효과도 없었다. 앤 콘웨이는 1679년에 향년 47세를 일기로 사망하게 된다.

## 《아주 오래되고 현대적인 철학의 원리》
앤 콘웨이가 집필한 논문인 《아주 오래되고 현대적인 철학의 원리》(영어: The Principles of the Most Ancient and Modern Philosophy, 라틴어: Principia philosophiae antiquissimae et recentissimae) 1677년에 출판된 것으로 추정되는데 플란데런의 철학자인 프란시스퀴스 메르퀴리위스 판 헬몬트의 영향을 보여준다. 이 논문은 1690년에 암스테르담에서 판 헬몬트에 의해 라틴어로 번역되어 출간되었고 1692년에는 영어로 번역되어 출간되었다. 이 논문은 하나의 물질로부터 창조된 앤 콘웨이의 세계관을 전개한다. 앤 콘웨이는 죽은 물질로 이루어진 데카르트의 철학 사상, 헨리 모어의 저서인 《무신론에 맞서는 해독제》에 등장하는 영혼에 대한 개념, 육체와 정신 간의 관계에 대한 이원론 이론에 비판적인 시각을 담고 있다.

## 저서
- 《아주 오래되고 현대적인 철학의 원리》 (영어: The Principles of the Most Ancient and Modern Philosophy) (London: n. publ., 1692) 168 pp. in 12°. - 라틴어 원제 《Principia philosophiae antiquissimae et recentissimae》, Amsterdam: M. Brown (1690).
- 《앤 콘웨이 자작 부인, 헨리 모어와 그들의 친구들의 응답에 관한 서신》 (Letters. The Correspondence of Anne, Viscountess Conway, Henry More and their friends, 1642년 ~ 1684년), ed. M. H. Nicolson (London 1930) 517 pp.
- 프란시스퀴스 메르퀴리위스 판 헬몬트(네덜란드어: Franciscus Mercurius van Helmont, 1614년 ~ 1698년)와의 공동 저서
  - 《신비주의적인 대화》 (A Cabbalistical Dialogue, 1682년, 크리스티안 크노어 폰 로젠로트(독일어: Christian Knorr von Rosenroth, 1636년 ~ 1689년)의 번역서 《Kabbala denudata》, 1677-1684)
  - 《인간 영혼 혁명의 교리에 관한 200가지의 의문점에 관한 적당한 제시》 (Two Hundred Quiries moderately propounded concerning the Doctrine of the Revolution of Humane Souls, 1684년)

## 참고 문헌
- Broad, Jacqueline. Women Philosophers of the Seventeenth Century. Cambridge Cambridge University Press, 2002.
- Brown, Stuart. "Leibniz and Henry More’s Cabbalistic Circle", in S. Hutton (ed.) Henry More (1614–1687): Tercentenary Studies, Dordrecht: Kluwer Academic Publishers, 1990. (Challenges the view that Conway influenced Leibniz.)
- Duran, Jane. "Anne Viscountess Conway: a Seventeenth-Century Rationalist". Hypatia: a Journal of Feminist Philosophy. 4 (1989): 64–79.
- Frankel, Lois. "Anne Finch, Viscountess Conway," Mary Ellen Waithe, ed., A History of Women Philosophers, Vol. 3, Kluwer, 1991, pp. 41–58.
- Gabbey, Alan. "Anne Conway et Henry More: lettres sur Descartes" (Archives de Philosophie 40, pp. 379–404)
- Hutton, Sarah. "Conway, Anne (c.1630–79)", 1998, doi:10.4324/9780415249126-DA021-1. Routledge Encyclopedia of Philosophy, Taylor and Francis, https://www.rep.routledge.com/articles/biographical/conway-anne-c-1630-79/v-1.
- Hutton, Sarah, "Lady Anne Conway", The Stanford Encyclopedia of Philosophy (Fall 2008 Edition), Edward N. Zalta (ed.), URL = http://plato.stanford.edu/archives/fall2008/entries/conway/
- Hutton, Sarah. Anne Conway, a Woman Philosopher. Cambridge, U.K.: Cambridge University Press, 2004.
- Hutton, Sarah (1970–80). “Conway, Anne”. Dictionary of Scientific Biography 20. New York: Charles Scribner's Sons. 171–172쪽. ISBN 978-0-684-10114-9.
- King, Peter J. One Hundred Philosophers (New York: Barron's, 2004) ISBN 0-7641-2791-8
- Merchant, Carolyn, "The Vitalism of Anne Conway: its Impact on Leibniz's Concept of the Monad" (Journal of the History of Philosophy 17, 1979, pp. 255–269) (Argues that Conway influenced Leibniz by showing parallels between Leibniz and Conway.)
- Mercer, Christia. "Platonism in Early Modern Natural Philosophy: The Case of Leibniz and Conway", in Neoplatonism and the Philosophy of Nature, James Wilberding and Christoph Horn, ed., Oxford: Oxford University Press, 2012, 103–26.
- White,Carol Wayne. The Legacy of Anne Conway (1631–1679): Reverberations from a Mystical Naturalism (State University of New York Press, 2009)